# Penicillium polonicum
Penicillium polonicum JK.W. Zaleski – gatunek mikroskopijnych grzybów strzępkowych z rodziny Aspergillaceae.

## Systematyka i nazewnictwo
Pozycja w klasyfikacji według Index Fungorum: Penicillium, Aspergillaceae, Eurotiales, Eurotiomycetidae, Eurotiomycetes, Pezizomycotina, Ascomycota, Fungi.
Po raz pierwszy opisał go w 1927 roku Karol Zaleski. Wyizolował go z gleby w iglastym lesie. Neotyp wyznaczył Robert Archibald Samson w 2004 roku. Synonim” Penicillium aurantiogriseum var. polonicum (K.W. Zaleski) Frisvad & Filt. 1990:
- Eupenicillium cinnamopurpureum D.B. Scott & Stolk 1967
- Penicillium idahoense Paden 1971
- Penicillium pusillum G. Sm. 1939

## Badania naukowe
- Podano stanowiska P. polonicum w Ameryce Północnej i Południowej, Europie, Azji i Afryce[3]. Występuje również w Polsce[4].
- Gatunki Penicillium często powodują psucie się żywności. Obniżanie temperatury przechowywania to jeden ze sposobów wydłużenia jej przydatności do spożycia. Zbadano tempo wzrostu P. polonicum i P. glabrum w temperaturach –5 °C, -18 °C i 0 °C na produktach żywnościowych (mrożonych piersiach kurczaka)[5].
- Jest jednym z gatunków powodujących chorobę o nazwie penicilioza cebul[6].
- Wytwarza zamkniętą formę pierścieniową laktonowego metabolitu kwasu penicylinowego. Kwas ten silnie hamuje rozwój wielu gatunków patogenów roślinnych[7].